# Petr Lachnit
Petr Lachnit (* 30. prosince 1949 Opava) je český politik, v letech 2000–2002 ministr pro místní rozvoj ve vládě Miloše Zemana, počátkem 21. století poslanec Poslanecké sněmovny za ČSSD, později člen Strany práv občanů - Zemanovci (SPOZ).

## Životopis

### Mládí a studia
Po maturitě na SVVŠ v Opavě v roce 1968 pokračoval ve studiu na Vysoké škole báňské v Ostravě, kterou dokončil v roce 1973. V roce 1981 zde získal titul Kandidát věd v oboru Stavba energetických strojů a zařízení. V letech 1973–1976 působil jako aspirant na Vysoké škole báňské v Ostravě. Poté pracoval v letech 1976–1994 v podniku Železárny a strojírny Vítkovice v oblasti energetiky.

### Politická kariéra
V roce 1990 vstoupil do ČSSD. V komunálních volbách roku 1994 a komunálních volbách roku 1998 byl za ČSSD zvolen do zastupitelstva města Ostrava. Profesně se k roku 1998 uvádí jako náměstek primátora. Od roku 1994 do roku 2000 působil jako náměstek primátora města Ostrava pro investiční, ekonomický a urbanistický rozvoj. Od roku 1998 byl místopředsedou ČSSD pro komunální politiku.

#### Ministr pro místní rozvoj
V dubnu 2000 byl jmenován ministrem pro místní rozvoj ve vládě Miloše Zemana. Ministerskou funkci zastával po celé zbylé funkční období Zemanovy vlády, tedy do července 2002. Byl také členem vládní Komise pro evropskou integraci a předsedou Výboru Státního fondu rozvoje bydlení. V květnu 2001 získal třetí místo v anticeně Ropák roku za prosazování výstavby distribučního centra na okraji Chráněné krajinné oblasti Poodří. Distribuční centrum měl stavět Roman Grolig, podnikatel, který v minulosti štědře obdaroval Lachnitovu firmu Alfa Horizont. Lachnit případ odmítl vysvětlit a na autory článku podal žalobu.
V září 2001 vyšlo na povrch, že před účastí v televizním pořadu Kotel zaplatil 152 tisíc Kč soukromé agentuře R.P.A za „odborné konzultace“, ačkoliv by tuto práci měl vykonávat tiskový odbor ministerstva. Firma patřila podnikateli Janu Večerkovi, který pro něj pracoval v kampani před komunálními volbami v Ostravě v roce 1998. Tuto kauzu mu vyčetl i premiér Miloš Zeman.

#### Poslanec Parlamentu ČR
Před parlamentními volbami v roce 2002 měl ambice stát se lídrem kandidátky, moravskoslezská organizace jej však umístila až na deváté místo kandidátní listiny a lídrem se stal Lubomír Zaorálek. Ve volbách získal 6 540 preferenčních hlasů a stal se poslancem Parlamentu ČR. Byl místopředsedou sněmovního výboru pro evropskou integraci (od roku 2004 oficiálně výbor pro evropské záležitosti) a v letech 2004–2006 i členem výboru zahraničního. Ve sněmovně setrval do voleb v roce 2006. 
V roce 2004 taky krátce, do voleb do Evropského parlamentu, zasedal jako kooptovaný poslanec EP, než se mandátu ujali řádně zvolení poslanci za Českou republiku. Ve volbách do EP v roce 2004 kandidoval za ČSSD, ale nebyl zvolen.

#### Podnikatelské aktivity
V letech 1996 až 2000 byl předsedou představenstva akciové společnosti Free Zone Ostrava. V letech 2003 až 2006 vykonával funkci člena představenstva a mezi roky 2006 a 2007 funkci člena dozorčí rady. V květnu 2007 se stal opět členem představenstva a funkci vykonával až do 18. srpna 2016. V roce 2004, tedy v době, kdy byl Lachnit členem představenstva i poslancem za ČSSD, vyšlo najevo, že společnost darovala 95 tisíc Kč Občanské demokratické straně.

### Po odchodu ze sněmovny
Je předsedou Strany práv občanů Zemanovci v Moravskoslezském kraji.[zdroj?] V senátních volbách roku 2012 byl kandidátem SPOZ za senátní obvod č. 71 – Ostrava-město. Získal necelá 3 % hlasů a nepostoupil do 2. kola. V roce 2015 v rozhovoru pro Parlamentní listy zpochybnil oficiální verzi útoků z 11. září 2001 a prohlásil, že „když nebude dnes Evropa křesťanská, bude zítra muslimská“.
Petr Lachnit je ženatý. Má dvě děti a čtyři vnoučata.